# كسوف الشمس 26 ديسمبر 2057
سيحدث كسوف كلي للشمس في 26 ديسمبر 2057. يحدث كسوف الشمس عندما يمر القمر بين الأرض والشمس ، وبالتالي يحجب صورة الشمس كليًا أو جزئيًا عن مشاهد على الأرض. يحدث الكسوف الكلي للشمس عندما يكون القطر الظاهري للقمر أكبر من قطر الشمس ، مما يحجب كل ضوء الشمس المباشر ، ويحول النهار إلى ظلام. تحدث الكلية في مسار ضيق عبر سطح الأرض ، مع كسوف جزئي للشمس مرئي فوق المنطقة المحيطة بعرض آلاف الكيلومترات.

## الخسوفات ذات الصلة

### كسوف الشمس 2054-2058
هذا الكسوف هو جزء من سلسلة كسوف الشمس 2054-2058. يتكرر الكسوف في كل 177 يومًا تقريبًا و 4 ساعات في العقد المتناوبة من مدار القمر.
| كسوف الشمس series sets from 2054-58 | كسوف الشمس series sets from 2054-58 | كسوف الشمس series sets from 2054-58 | كسوف الشمس series sets from 2054-58 | كسوف الشمس series sets from 2054-58 |
| ----------------------------------- | ----------------------------------- | ----------------------------------- | ----------------------------------- | ----------------------------------- |
| Ascending node                      | Ascending node                      |                                     | Descending node                     | Descending node                     |
| Saros                               | Map                                 | Saros                               | Map                                 |                                     |
| 117                                 | أغسطس 3, 2054 Partial               | 122                                 | يناير 27, 2055 Partial              |                                     |
| 127                                 | كسوف الشمس 24 يوليو 2055 Total      | 132                                 | يناير 16, 2056 Annular              |                                     |
| 137                                 | كسوف الشمس 12 يوليو 2056 Annular    | 142                                 | يناير 5, 2057 Total                 |                                     |
| 147                                 | كسوف الشمس 1 يوليو 2057 Annular     | 152                                 | ديسمبر 26, 2057 Total               |                                     |
| 157                                 | June 21, 2058 [الإنجليزية] Partial  |                                     |                                     |                                     |

### ساروس 152
وهي من ساروس 152 ، يتكرر كل 18 سنة و 11 يومًا ، يحتوي على 70 حدثًا.
- بدأت السلسلة بكسوف جزئي للشمس في 26 يوليو 1805.
- وشهدت كسوفًا كليًا من 2 نوفمبر 1967 إلى 14 سبتمبر 2490 ؛
- خسوف هجين من 26 سبتمبر 2508 إلى 17 أكتوبر 2544 ؛
- والكسوف الحلقي من 29 أكتوبر 2562 إلى 16 يونيو 2941.
- تنتهي السلسلة عند العضو 70 ككسوف جزئي في 20 أغسطس 3049.

أطول كسوف كلي سيحدث في 9 يونيو 2328 في 5 دقائق و 15 ثانية ؛ أطول كسوف حلقي سيحدث في 16 فبراير 2743 ، في 5 دقائق و 20 ثانية.
| أعضاء السلسلة 7-17 تحدثوا بين عامي 1901 و 2100: | أعضاء السلسلة 7-17 تحدثوا بين عامي 1901 و 2100: | أعضاء السلسلة 7-17 تحدثوا بين عامي 1901 و 2100: |
| 7                                               | 8                                               | 9                                               |
| ----------------------------------------------- | ----------------------------------------------- | ----------------------------------------------- |
| سبتمبر 30, 1913 [الإنجليزية]                    | أكتوبر 11, 1931 [الإنجليزية]                    | أكتوبر 21, 1949 [الإنجليزية]                    |
| 10                                              | 11                                              | 12                                              |
| نوفمبر 2, 1967 [الإنجليزية]                     | نوفمبر 12, 1985 [الإنجليزية]                    | نوفمبر 23, 2003                                 |
| 13                                              | 14                                              | 15                                              |
| ديسمبر 4, 2021                                  | ديسمبر 15, 2039                                 | ديسمبر 26, 2057                                 |
| 16                                              | 17                                              |                                                 |
| يناير 6, 2076 [الإنجليزية]                      | يناير 16, 2094 [الإنجليزية]                     |                                                 |

### سلسلة تريتوس
هذا الكسوف هو جزء من دورة تريتوس ، يتكرر عند العقد المتناوبة كل 135 شهرًا متزامنًا (≈ 3986.63 يومًا ، أو 11 عامًا ناقص شهر واحد).
مظهرها وخط طولها غير منتظمين بسبب نقص التزامن مع الشهر غير الطبيعي (فترة الحضيض) ، لكن التجمعات المكونة من 3 دورات تريتوس (33 عامًا ناقص 3 أشهر) تقترب (≈ 434.044 شهرًا غير طبيعي) ، لذا فإن الكسوف متشابه في هذه التجمعات.
| أعضاء السلسلة بين عامي 1901 و 2100            | أعضاء السلسلة بين عامي 1901 و 2100            | أعضاء السلسلة بين عامي 1901 و 2100            | أعضاء السلسلة بين عامي 1901 و 2100 |
| --------------------------------------------- | --------------------------------------------- | --------------------------------------------- | ---------------------------------- |
| </img> </br>6 مارس 1905 </br> (ساروس 138)     | </img> </br> 3 فبراير 1916 </br> (ساروس 139)  | </img> </br> 3 يناير 1927 </br> (ساروس 140)   |                                    |
| </img> </br> 2 ديسمبر 1937 </br> (ساروس 141)  | </img> </br> 1 نوفمبر 1948 </br> (ساروس 142)  | </img> </br> 2 أكتوبر 1959 </br> (ساروس 143)  |                                    |
| </img> </br> 31 أغسطس 1970 </br> (ساروس 144)  | </img> </br> 31 يوليو 1981 </br> (ساروس 145)  | </img> </br> 30 يونيو 1992 </br> (ساروس 146)  |                                    |
| </img> </br> 31 مايو 2003 </br> (ساروس 147)   | </img> </br> 29 أبريل 2014 </br> (ساروس 148)  | </img> </br> 29 مارس 2025 </br> (ساروس 149)   |                                    |
| </img> </br> 27 فبراير 2036 </br> (ساروس 150) | </img> </br> 26 يناير 2047 </br> (ساروس 151)  | </img> </br> 26 ديسمبر 2057 </br> (ساروس 152) |                                    |
| </img> </br> 24 نوفمبر 2068 </br> (ساروس 153) | </img> </br> 24 أكتوبر 2079 </br> (ساروس 154) | </img> </br> 23 سبتمبر 2090 </br> (ساروس 155) |                                    |

### سلسلة ميتونيك
تتكرر السلسلة ميتونيك كل 19 عامًا (6939.69 يومًا) ، وتستمر حوالي 5 دورات. يحدث الكسوف في نفس تاريخ التقويم تقريبًا. بالإضافة إلى ذلك ، تتكرر سلسلة أكتون الفرعية 1/5 من ذلك أو كل 3.8 سنوات (1387.94 يومًا). تحدث جميع الكسوفات في هذا الجدول عند العقدة الصاعدة للقمر.
| سلسلة Octon مع 21 حدثًا بين 21 مايو 1993 و 2 أغسطس 2065 | سلسلة Octon مع 21 حدثًا بين 21 مايو 1993 و 2 أغسطس 2065 | سلسلة Octon مع 21 حدثًا بين 21 مايو 1993 و 2 أغسطس 2065 | سلسلة Octon مع 21 حدثًا بين 21 مايو 1993 و 2 أغسطس 2065 | سلسلة Octon مع 21 حدثًا بين 21 مايو 1993 و 2 أغسطس 2065 |
| مايو 20–21                                             | مارس 8–9                                               | ديسمبر 25–26                                           | أكتوبر 13–14                                           | أغسطس 1–2                                              |
| 98                                                     | 100                                                    | 102                                                    | 104                                                    | 106                                                    |
| ------------------------------------------------------ | ------------------------------------------------------ | ------------------------------------------------------ | ------------------------------------------------------ | ------------------------------------------------------ |
| مايو 21, 1955                                          | مارس 9, 1959                                           | ديسمبر 26, 1962                                        | أكتوبر 14, 1966                                        | أغسطس 2, 1970                                          |
| 108                                                    | 110                                                    | 112                                                    | 114                                                    | 116                                                    |
| مايو 21, 1974                                          | مارس 9, 1978                                           | ديسمبر 26, 1981                                        | أكتوبر 14, 1985                                        | أغسطس 1, 1989                                          |
| 118                                                    | 120                                                    | 122                                                    | 124                                                    | 126                                                    |
| مايو 21, 1993 [الإنجليزية]                             | مارس 9, 1997 [الإنجليزية]                              | ديسمبر 25, 2000 [الإنجليزية]                           | أكتوبر 14, 2004                                        | أغسطس 1, 2008                                          |
| 128                                                    | 130                                                    | 132                                                    | 134                                                    | 136                                                    |
| مايو 20, 2012                                          | مارس 9, 2016                                           | ديسمبر 26, 2019                                        | أكتوبر 14, 2023                                        | أغسطس 2, 2027                                          |
| 138                                                    | 140                                                    | 142                                                    | 144                                                    | 146                                                    |
| مايو 21, 2031                                          | مارس 9, 2035                                           | ديسمبر 26, 2038                                        | أكتوبر 14, 2042                                        | أغسطس 2, 2046                                          |
| 148                                                    | 150                                                    | 152                                                    | 154                                                    | 156                                                    |
| مايو 20, 2050                                          | مارس 9, 2054                                           | ديسمبر 26, 2057                                        | أكتوبر 13, 2061 [الإنجليزية]                           | أغسطس 2, 2065 [الإنجليزية]                             |
| 158                                                    | 160                                                    | 162                                                    | 164                                                    | 166                                                    |
| مايو 20, 2069 [الإنجليزية]                             | مارس 8, 2073                                           | ديسمبر 26, 2076                                        | أكتوبر 13, 2080                                        | أغسطس 1, 2084                                          |

## روابط خارجية
- www.solar-eclipse.de - متوسط التغطية السحابية والمدن على طول مسار الكسوف
- رسومات ناسا